# Navegação estrutural
Navegação estrutural (em inglês, breadcrumb navigation, literalmente navegação por migalhas de pão) é uma técnica usada em interfaces de usuário para proporcionar-lhes um meio de localização dentro da estrutura de programas ou documentos.  
Por exemplo, um sítio web usando a navegação estrutural traria, normalmente no alto da página, um caminho assim:
```
Portal > Seção > Sub-seção 
```

Um célebre site que utiliza essa forma de navegação é o diretório livre dmoz (exemplo).